# Grazer Schule
Der Name Grazer Schule verweist auf einer Gruppe von Philosophen und Psychologen, die sich für experimentelle Psychologie, Gegenstandstheorie und Gestalttheorie interessierten. Die Schule wurde gegründet und geleitet von Alexius Meinong, welcher Professor an der Universität Graz war, wo er 1894 das Grazer Psychologische Institut gründete.
Die Schule vertrat den von Franz Brentano, ehemaliger Lehrer von Meinong, angeregten Standpunkt, dass die Philosophie mit der Methode der Naturwissenschaften zu betreiben sei. Daher kam die realistische (und experimentelle) philosophische und psychologische Orientierung der Grazer Schule. 

## Theorien
Die Grazer Schule von Meinong entwickelte, im Gegensatz zur Berliner Schule von Stumpf, eine "Produktionstheorie" der Gestalten. Laut Meinongs Schülern würden Gestalten nicht spontan gegeben sein, sondern vom Subjekt "produziert" werden. Aufgrund von (existierenden) Sinneseindrücken würden mittels bestimmten psychischen Prozessen (subsistierende) Objekte höherer Ordnung produziert werden: die Gestalten. (Smith, 1994, Kap. 10.3)
Es war hauptsächlich Vittorio Benussi, der die Produktionstheorie anhand von sehr detaillierten experimentellen Untersuchungen ausarbeitete. Er konzentrierte sich vor allem auf das Phänomen des Gestaltwechsels in optischen Täuschungen (e.g. die Müller-Lyer-Illusion). Benussi hatte einen maßgeblichen Einfluss auf die Entwicklung der Italienischen Schule der Gestaltpsychologie (u. a. Cesare Musatti, Fabio Metelli und Gaetano Kanizsa.) (Albertazzi, 2001)

## Mitglieder
Unter Meinongs Schülern im Kreis der Grazer Schule sind Stephan Witasek, Vittorio Benussi, Rudolf Ameseder, Konrad Zindler, Wilhelm Maria Frankl, Eduard Martinak, Ernst Mally, Franz Weber, Wilhelmine Benussi-Liel und Auguste Fischer zu nennen.
Seine ehemaligen Studenten, Christian von Ehrenfels (Vordenker der Gestaltpsychologie), Alois Höfler, Ferdinand Weinhandl (der Begründer der philosophischen Gestaltanalyse) und Anton Oelzelt-Newin, der Sohn des Baumeisters Anton Ölzelt, können ebenfalls als Mitglieder der Schule angesehen werden.
In den 1950er und 1960er Jahren wandte der österreichische Musikforscher, Philosoph und Kritiker Harald Kaufmann (1927–1970), der in Graz bei Weinhandl promovierte, dessen gestaltanalytische Methoden auf die musikalische Analyse an.